# Bałta
Bałta (ukr. Балта) – miasto na Ukrainie nad rzeką Kodymą, w rejonie podolskim, obwodzie odeskim. Zamieszkana przez 19 tys. osób (2006).

## Historia
Miasto założył kasztelan kijowski Józef Lubomirski jako Józefgród na granicy z Turcją, która biegła rzeką Kodymą. Jako prywatne miasto szlacheckie Józefgród, będący własnością Lubomirskich należał do województwa bracławskiego. Prawa miejskie miasto otrzymało w 1776 roku na podstawie królewskiego przywileju w którym zapisano: Doniesiono nam jest przez Panów rady naszej przy boku naszym zostających: jako miasteczko Józefgród Alexandra X. Lubomirskiego Wdzica kijows. dziedziczne, z dawnych czasów ufundowane i ludźmi słusznemi i rozumnemi do trzymania dobrego porządku osadzone, dotąd bez przyzwoitego prawa miejskiego zostaje. Chcąc, aby w państwach naszych między inszemi porządnemi i handlowemi miastami toż miasteczko policzone bydź mogło, i żeby w nim sprawiedliwość dla każdego sprawowana była, za rzecz słuszną i potrzebną, z prawem pospolitem zgadzającą się uzrfawszy, prawo magdeb. i inne wszelkie wolności, prerogatywy z tegoż prawa wypływające, temuż miasteczkowi nadajemy, oddalając wszelkie prawa inne i zwyczaje, które by się prawu magd. sprzeciwiać miały. Ale nadchodzące rozbiory zdeprecjonowały królewską łaskę.
W 1768 roku gdy wycofujący się oddział konfederatów barskich przechodząc przez Józefów, schronił się w miasteczku Bałta po stronie tureckiej. Spalenie przez Rosjan stało się to przyczyną wojny rosyjsko-tureckiej. W 1774 roku miasteczko Bałta leżące po stronie tureckiej zostało przyłączone do Rosji. Po II rozbiorze Polski Józefów został zagrabiony przez Rosję i połączony z Bałtą. Pod zaborem rosyjskim Bałta była siedzibą powiatu bałckiego w guberni podolskiej. W 1866 roku rozpoczął się rozwój spowodowany przeprowadzeniem linii kolejowej. W 1880 roku 60% mieszkańców stanowili Żydzi. Tutejsze słynne jarmarki malowali Józef Brandt i Józef Chełmoński. W 1897 Bałtę zamieszkiwało 23 363 osób, co czyniło miasto czwartym największym na Podolu po Kamieńcu Podolskim, Humaniu i Winnicy. W latach 1924–1929 stolica Mołdawskiej ASRR. Stanowiła część Mołdawskiej ASRR do 1940 roku. W latach 1941–1944 okupowana przez Rumunię.

## Katolicy
Kościół dla ormiańskich katolików św. Stanisława, którego projekt przygotował S. Fesinger ufundował i wyposażył w 1765 roku Stanisław Lubomirski. Konsekrowano go 17 grudnia 1826 roku. W połowie XIX wieku przeszedł w ręce katolików, których w 1860 roku na około 14 tys. mieszkańców miasta było 392. W czasach ZSRR kościół pełnił on funkcję dworca autobusowego. Zrekonstruowany w 1993 roku ponownie jest kościołem rzymskokatolickim dla katolickiej parafii św. Stanisława BM. Jego poświęcenia dokonał 25 sierpnia 1993 roku biskup Jan Olszański. Obsługiwał także pobliskie katolickie kaplice w Rakułówce i Mironach.

## Zabytki
- „Polski kościół” ormiańsko-katolicki z 1765 roku pw. św. Stanisława, fundacji Lubomirskich
- Pałac Lubomirskich z XVIII wieku, obecnie szkoła
- Sobór Zaśnięcia Matki Bożej z 1915
- Cerkiew staroobrzędowców
- Wieża z 1929 roku
- Monaster Zaśnięcia Matki Bożej
- Gimnazjum męskie

## Gospodarka
W mieście rozwinął się przemysł maszynowy, spożywczy, odzieżowy oraz futrzarski.

## Galeria

Historyczny herb Józefgrodu
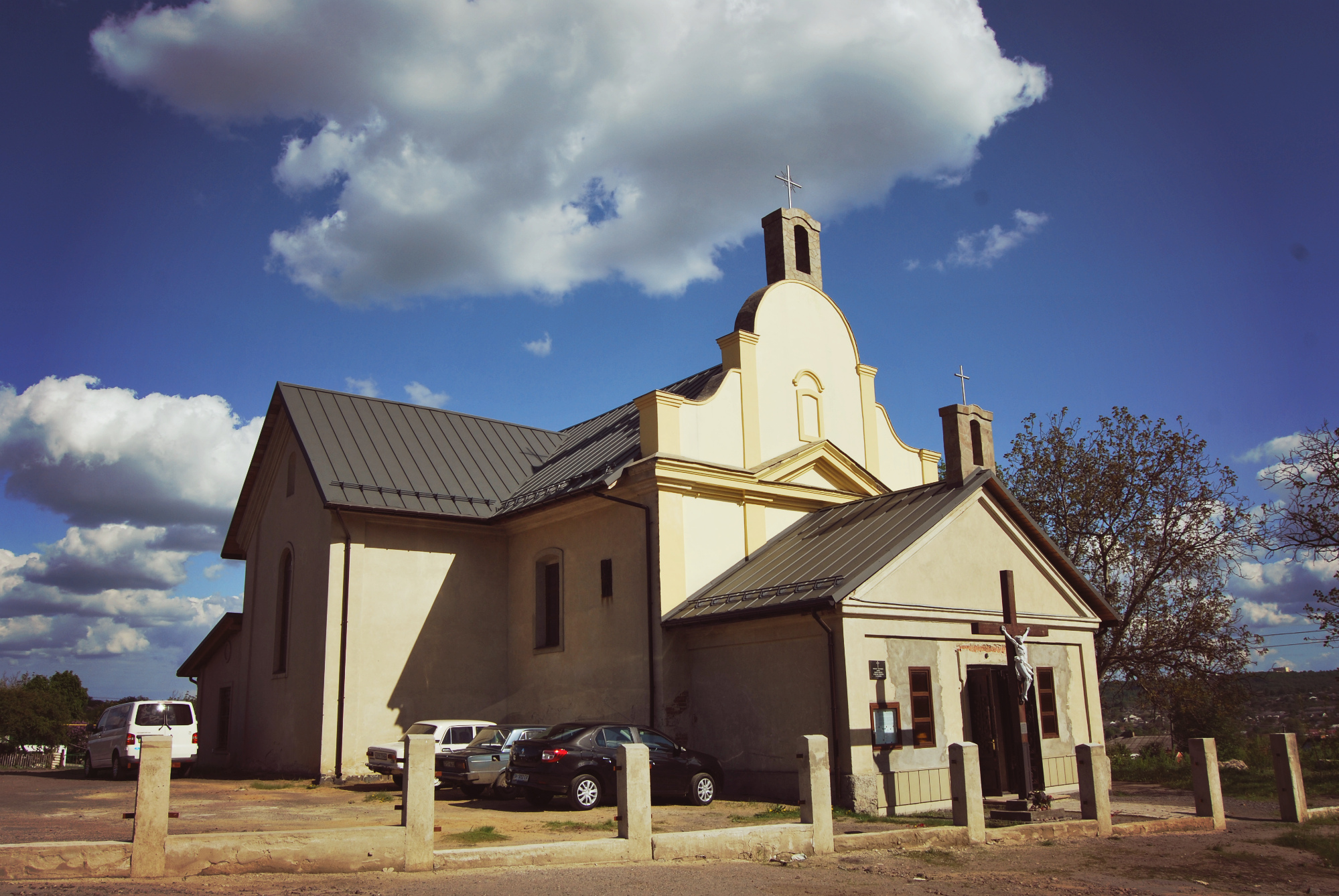
Kościół św. Stanisława